# کونرن
شهر کونرن (به آلمانی: Könnern) در ایالت زاکسن-آنهالت در کشور آلمان واقع شده‌است.